# Nicolás de Pablo
Nicolás de Pablo Hernández (Ávila, 25 de octubre de 1897-Badajoz, 20 de agosto de 1936) fue un político español, diputado a Cortes en 1933 y 1936 por la provincia de Badajoz por el PSOE. Fue fusilado en la ciudad de Badajoz por las tropas sublevadas, un mes después del estallido de la guerra civil española.

## Biografía
Afiliado desde su juventud al PSOE, participó en la organización de la huelga general de 1917, por lo que fue desterrado a Olivenza (Badajoz). Fijó su residencia en Badajoz, donde continuó su actividad ligada al asociacionismo obrero. En 1932, durante la celebración de la Fiesta del Trabajo, fue tiroteado por fuerzas de la Guardia Civil tras un mitin en Salvaleón, salvándose él y el alcalde del pueblo en una refriega en la que fallecieron tres personas por disparos de las fuerzas del orden.
Se presentó como candidato a Cortes por Badajoz en las Elecciones generales de España de 1933, en una lista en la que también figuraban Margarita Nelken y Francisco Largo Caballero. Participó en la organización de la huelga campesina de 1934 y la Revolución de 1934, por lo que hubo de exiliarse a Bélgica y después a la Unión Soviética, regresando para tomar parte en las Elecciones generales de España de 1936. Consiguió el acta de diputado, en la lista por Badajoz del PSOE encabezada por Margarita Nelken e integrada en el Frente Popular.
Articulista habitual de la publicación Vanguardia Obrera, Nicolás de Pablo era un apasionado orador. De hecho, pronunció el 14 de abril de 1936, durante un acto público, un encendido discurso en el Teatro Minayo de Badajoz en el que instaba a “exterminar a las derechas”.
Tras el estallido de la guerra civil española, De Pablo se mantuvo durante el sitio de Badajoz organizando la resistencia del bando republicano. Cuando la ciudad cayó en manos del bando sublevado, el 14 de agosto de 1936, y temiendo la represión de que ya habían sido objeto otros dirigentes izquierdistas, huyó junto con el alcalde de la ciudad, Sinforiano Madroñero, hacia Portugal, consiguiendo atravesar la frontera. En Campo Maior fueron localizados por efectivos de seguridad portugueses, y debido a la cooperación del régimen militar de António de Oliveira Salazar con Franco, entregados a las tropas sublevadas, que fusilaron a ambos en Badajoz, sin juicio previo, el 20 de agosto, frente a un frontón donde actualmente se ubica el IES Zurbarán. El fusilamiento fue llevado a cabo por un pelotón de Falange Española dirigido por el destacado alférez pacense Felipe Moreno Damián.